# Terraguelt
Terraguelt es un municipio (baladiyah) de la provincia o valiato de Souk Ahras en Argelia. En abril de 2008 tenía una población censada de 4376 habitantes.
Se encuentra ubicado al noreste del país, sobre la cordillera del Atlas, a poca distancia al sur del mar Mediterráneo y cerca de la frontera con Túnez.